# Aire urbaine de Toul
L'aire urbaine de Toul est une aire urbaine française centrée sur les quatre communes de l’unité urbaine de Toul, en Meurthe-et-Moselle. Depuis le redécoupage effectué par l'INSEE en 2010, elle ne comporte aucune autre commune, les 17 communes sous l'influence de l'agglomération de Toul en 1999 étant passées au cours des années 2000 dans l'aire urbaine de Nancy, située à une dizaine de kilomètres à l'est, ou étant devenues des communes multipolarisées.
Elle pourrait être absorbée par l'aire urbaine de Nancy dans le futur: entre 1999 et 2004 le nombre d'actifs du canton de Toul travaillant à Nancy a progressé de 50 %  pour atteindre 30 %, l'INSEE considérant qu'une commune appartient à une aire urbaine quand 40 % des actifs y travaillent.

## Composition selon la délimitation de 2010
| Nom                   | Code Insee | Statut | Superficie (km2) | Population (dernière pop. légale) | Densité (hab./km2) |
| --------------------- | ---------- | ------ | ---------------- | --------------------------------- | ------------------ |
| Toul (siège)          | 54528      |        | 30,59            | 15 570 (2022)                     | 509                |
| Chaudeney-sur-Moselle | 54122      |        | 8,34             | 730 (2022)                        | 88                 |
| Dommartin-lès-Toul    | 54167      |        | 6,87             | 1 991 (2022)                      | 290                |
| Écrouves              | 54174      |        | 10,3             | 4 457 (2022)                      | 433                |

## Composition et caractéristiques selon la délimitation de 1999
D'après la définition qu'en donne l'Insee, l'aire urbaine de Toul est composée de 21 communes, dont 16 situées en Meurthe-et-Moselle et 5 dans la Meuse. Ses 23 180 habitants font d'elle la 236e aire urbaine de France. Quatre communes de l'aire urbaine appartiennent à son pôle urbain, l'unité urbaine de Toul. L'aire urbaine de Toul est rattachée à l'espace urbain Est.
Le tableau suivant détaille la répartition de l'aire urbaine sur le département (les pourcentages s'entendent en proportion du département) :
| Département        | Communes | Communes (%) | Superficie (km²) | Superficie (%) | Population (2013) | Population (%) |
| ------------------ | -------- | ------------ | ---------------- | -------------- | ----------------- | -------------- |
| Meurthe-et-Moselle | 16       | 2,5          | 169,97           | 4,2            | 31 795            | 5,1            |
| Meuse              | 5        | 1,1          | 103,89           | 2,0            | 4 370             | 1,2            |